# Lowden
Lowden és una població dels Estats Units a l'estat d'Iowa. Segons el cens del 2000 tenia 794 habitants.

## Demografia
Segons el cens del 2000, Lowden tenia 794 habitants, 342 habitatges, i 230 famílies. La densitat de població era de 303,5 habitants/km².
Dels 342 habitatges en un 26,3% hi vivien nens de menys de 18 anys, en un 59,1% hi vivien parelles casades, en un 6,1% dones solteres, i en un 32,5% no eren unitats familiars. En el 30,4% dels habitatges hi vivien persones soles el 18,1% de les quals corresponia a persones de 65 anys o més que vivien soles. El nombre mitjà de persones vivint en cada habitatge era de 2,32 i el nombre mitjà de persones que vivien en cada família era de 2,84.
Per edats la població es repartia de la següent manera: un 23,9% tenia menys de 18 anys, un 4,5% entre 18 i 24, un 26,6% entre 25 i 44, un 21,5% de 45 a 60 i un 23,4% 65 anys o més.
L'edat mediana era de 42 anys. Per cada 100 dones de 18 o més anys hi havia 84,1 homes.
La renda mediana per habitatge era de 35.714 $ i la renda mediana per família de 45.735 $. Els homes tenien una renda mediana de 32.679 $ mentre que les dones 24.063 $. La renda per capita de la població era de 18.303 $. Entorn del 4,3% de les famílies i el 6% de la població estaven per davall del llindar de pobresa.

## Poblacions més properes
El següent diagrama mostra les poblacions més properes.